# Kodagahalli, Nagamangala
Kodagahalli là một làng thuộc tehsil Nagamangala, huyện Mandya, bang Karnataka, Ấn Độ.